# Eriopyga flammans
Eriopyga flammans är en fjärilsart som beskrevs av Paul Dognin 1907. Eriopyga flammans ingår i släktet Eriopyga och familjen nattflyn. Inga underarter finns listade i Catalogue of Life.